# Brauner Kapuzineraffe
Der Braune Kapuzineraffe (Cebus olivaceus, Syn.: Cebus nigrivittatus) ist eine im nördlichen Südamerika vorkommende Primatenart aus der Gattung der Ungehaubten Kapuzineraffen (Cebus).

## Merkmale
Braune Kapuzineraffen erreichen eine Kopfrumpflänge von 37 bis 46 Zentimetern, der Schwanz ist 40 bis 55 Zentimeter lang. Männchen sind im Durchschnitt 20 % größer und mit einem Gewicht von 3 bis 4,2 Kilogramm deutlich schwerer als Weibchen, die rund 2,3 bis 3 Kilogramm erreichen. Ihr Fell macht einen groben und zottigen Eindruck und ist überwiegend braun gefärbt, an der Oberseite des Kopfes befindet sich eine graubraun umkränzte, schwarze, vorne V-förmige Kappe. Die Haare der Körperseiten, von Armen und Beinen und des Schwanzes sind agutifarben, schwarzbraun geringelt. Hände, Füße und Schwanzspitze sind dunkel. Die Gesichtshaare sind graubraun, die unbehaarte Gesichtshaut rosig. Der Schwanz kann – insbesondere bei der Nahrungsaufnahme – als Greifschwanz eingesetzt werden.

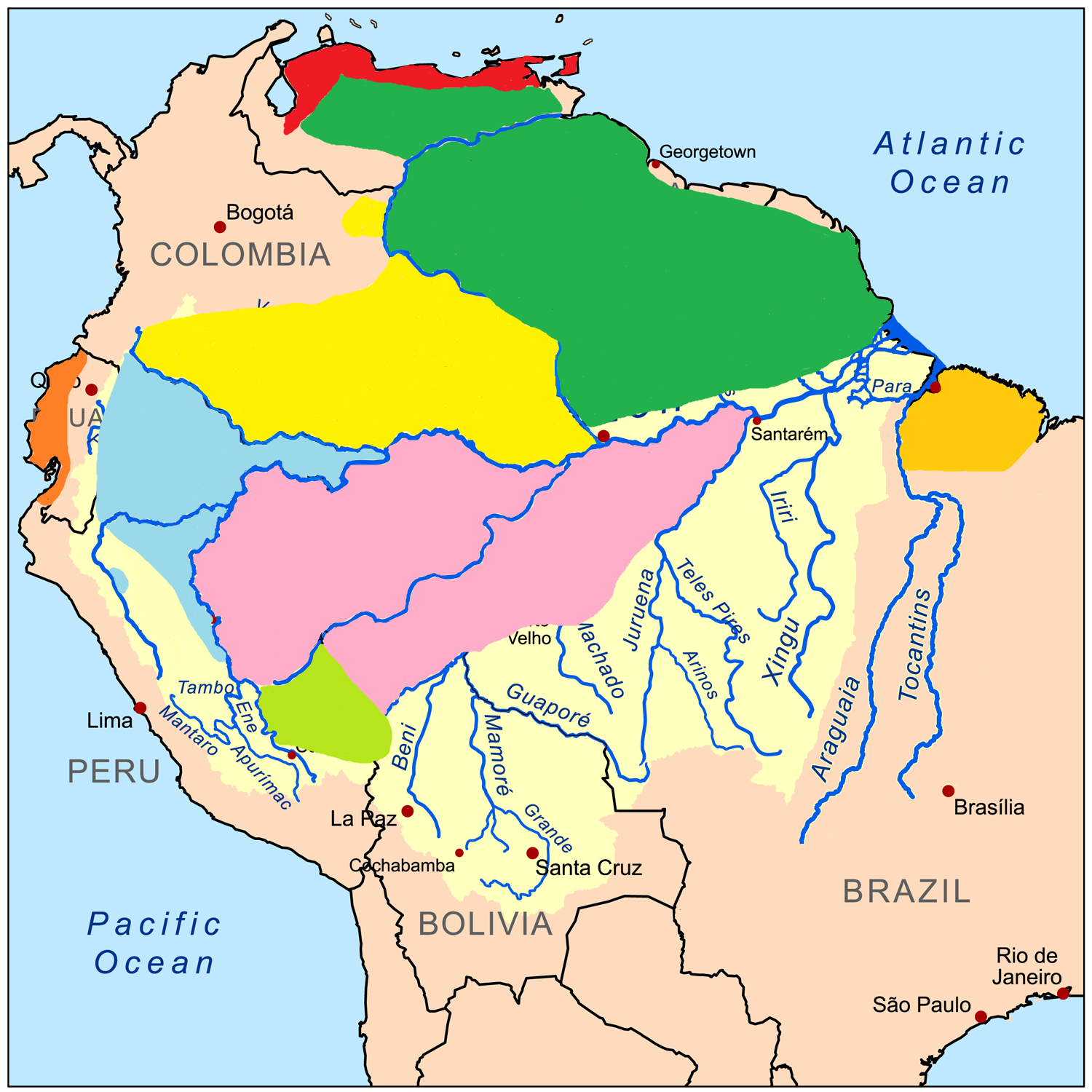
Das Verbreitungsgebiet des Braunen und des Kastanienbraunen Kapuzineraffen

## Verbreitung und Lebensraum
Braune Kapuzineraffen sind im nordöstlichen Südamerika beheimatet. Ihr Verbreitungsgebiet liegt in Venezuela östlich der Sierra de Perijá, des nordöstlichen Andenausläufers, und südlich der Küstenkordillere. Außerdem kommen sie im brasilianischen Bundesstaat Roraima und im Norden von Guyana mit Ausnahme der Küstenebene vor. Ihr Lebensraum sind Wälder, vor allem immergrüne Primarregenwälder aber auch Galeriewälder in den venezolanischen Llanos und, seltener, trockene Waldtypen. Im Bergland von Guayana kommen sie bis in Höhen von 2000 Metern vor.

## Lebensweise
Braune Kapuzineraffen sind tagaktive Baumbewohner, die vor allem die untere und mittlere Kronenregion bevorzugen. Sie leben in Gruppen aus 10 bis 36 Tieren, die sich aus mehreren Männchen und Weibchen sowie den Jungtieren zusammensetzen. Beide Geschlechter etablieren eine Rangordnung, das höchstrangige Weibchen dominiert alle Gruppenmitglieder mit Ausnahme des führenden Männchens. Das Territorium einer Gruppe umfasst 25 bis 40, manchmal auch bis zu 275 Hektar, die Tagesstreifzüge sind mit 1 bis 3,5 km relativ lang.

## Nahrung

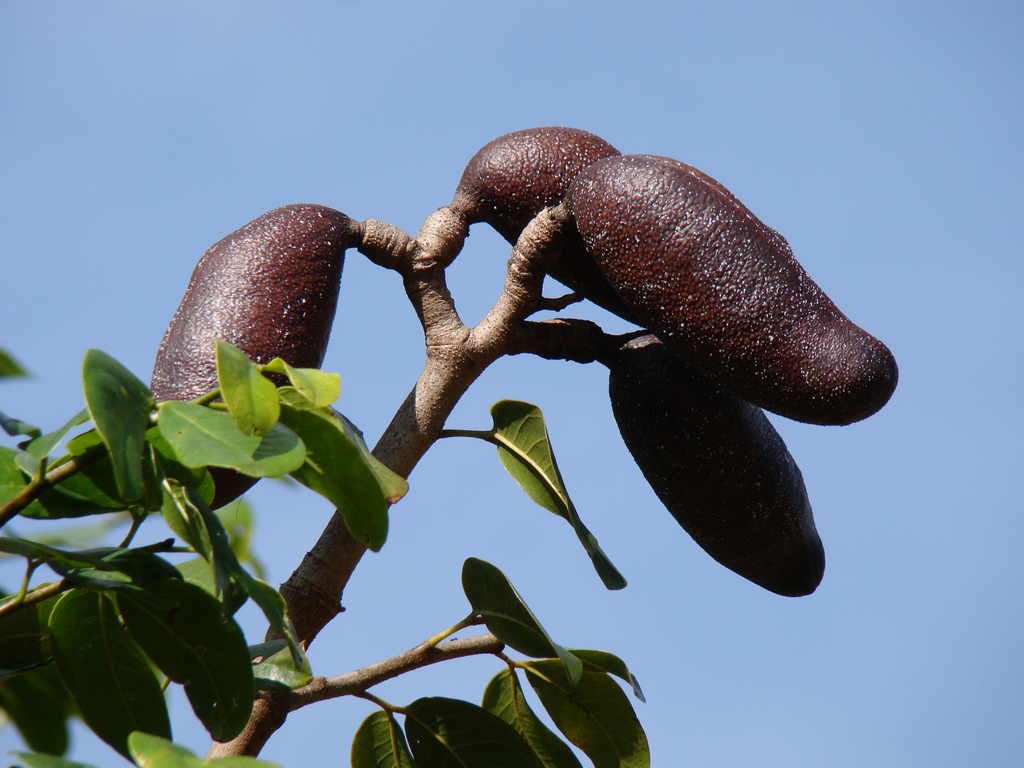
Früchte von Hymenaea courbaril

Braune Kapuzineraffen sind Allesfresser, die sowohl Früchte, Nüsse, Samen und Knospen als auch Insekten, Spinnen, Vogeleier und kleine Wirbeltiere zu sich nehmen. Auf der Rinderfarm Hato Masaguaral, die in den Llanos des zentralen Venezuela liegt, wurde die Ernährung des Braunen Kapuzineraffen in den späten 1970er Jahren genauer untersucht. Dort bestand 55 % der aufgenommenen Nahrung aus verschiedenen Pflanzenteilen, 39 % waren Kleintiere und 12 % der Nahrung konnten nicht identifiziert werden. Früchte stellten einen Anteil von 46 % der aufgenommenen pflanzlichen Nahrung. Die meisten waren groß, fleischig und reif. Insgesamt wurden Früchte von mehr als 50 Pflanzenarten aus 30 Familien (vor allem Maulbeergewächse und Rötegewächse) verspeist. Ein wichtiges Grundnahrungsmittel sind die verschiedenen Feigen, vor allem Ficus pertusa und F. trigonata, die asynchron zu verschiedenen Monaten reifen. Große Samen werden verschmäht, kleine, darunter sind auch Grassamen, dagegen im Ganzen verspeist. Samen von Meertrauben und Zanthoxylum werden zerknackt und gekaut. In der Trockenzeit von März bis April werden unreife, noch weiche Samen der Palmengattung Copernicia gefressen. Harte Früchte, wie die von Hymenaea courbaril oder Sterculia apetala werden gegen einen harten Gegenstand geschlagen, um sie zu öffnen. Blüten werden nur selten gefressen, wenn dann vor allem die der Kakteengattung Hylocereus. Große Männchen graben auch Wurzeln des Butterblumenbaums aus, um sie zu fressen. Zu ihrer tierischen Nahrung zählen Apfelschnecken (Pomacea), Ameisen (vor allem Knotenameisen), Gottesanbeterinnen, Käferlarven, Laubheuschrecken, Schaben, Schildläuse, Stabheuschrecken, Termiten, Zikaden, Webspinnen, Tausendfüßer, Frösche, Froscheier, kleine Leguane, Vögel, Vogeleier, Nestlinge und Kleinsäuger, darunter auch das Rotschwanzhörnchen (Sciurus granatensis). In der Regenzeit werden vor allem Früchte verspeist, in der Trockenzeit wird tierische Nahrung wichtiger. Bei Beginn der Regenzeit, wenn die Bäume austreiben und frische Blätter vorhanden sind, werden viele Raupen verspeist.

## Fortpflanzung
Braune Kapuzineraffen haben eine polygame Sozialstruktur, das führende Männchen der Gruppe zeugt die meisten Jungtiere. Die Weibchen bringen nach einer rund 149- bis 158-tägigen Tragzeit meist ein einzelnes Jungtier zur Welt. Die meisten Geburten finden zum Ende der Trockenzeit und in der beginnenden Regenzeit von Mai bis Juni statt. Das Neugeborene wiegt bei der Geburt rund 200 bis 500 Gramm und klammert sich sofort an den Bauch der Mutter. Nach rund zwei bis vier Monaten wird das Junge entwöhnt. Weibchen werden mit 4 bis 7 Jahren und Männchen mit 6 bis 8 Jahren geschlechtsreif. Die Größe der Erwachsenen erreichen sie allerdings erst mit einem Alter von ca. 15 Jahren.

## Systematik
Braune Kapuzineraffen werden innerhalb der Kapuzineraffen in die Gattung der Ungehaubten Kapuziner (Cebus) gestellt. Je nach Quelle werden zwei bis vier Unterarten unterschieden. Cebus olivaceus apiculatus und C. o. nigrivittatus sind allerdings genetisch mit der Nominatform identisch und es gibt keinen Grund für diese Formen den Unterartenstatus beizubehalten. Das Standardwerk Handbook of the Mammals of the World erkennt zwei Unterarten an, die Nominatform, Cebus o. olivaceus aus dem westlichen Teil des Verbreitungsgebietes und Cebus o. castaneus, die östliche Form, die nur eine schmale, dreieckige Kopfkappe hat und als adultes Tier ein kastanienrotes Fell besitzt. Die Grenze zwischen den Vorkommen der beiden Unterarten ist nicht sicher bekannt. Möglicherweise wird sie durch den Essequibo gebildet. Cebus o. castaneus wurde schon vor etwa 700.000 Jahren von der Nominatform getrennt und wird bei der IUCN und einigen taxonomischen Datenbanken inzwischen als eigenständige Art gelistet. Zwei weitere ehemalige Unterarten, der Kaapori-Kapuziner (Cebus kaapori) aus dem nordöstlichen Brasilien und der in der Küstenregion Venezuelas vorkommende Venezuela-Kapuzineraffe (Cebus brunneus), gelten heute ebenfalls als eigenständige Arten.

## Gefährdung
Braune Kapuzineraffen sind weit verbreitet, es sind keine größeren Gefährdungen bekannt. Sie kommen in mehreren großen Schutzgebieten vor. Die IUCN listet sie als „nicht gefährdet“ (least concern). Sie sind allerdings seltener als der sympatrisch vorkommende Haubenkapuzineraffe (Sapajus apella).